# Inkahangya

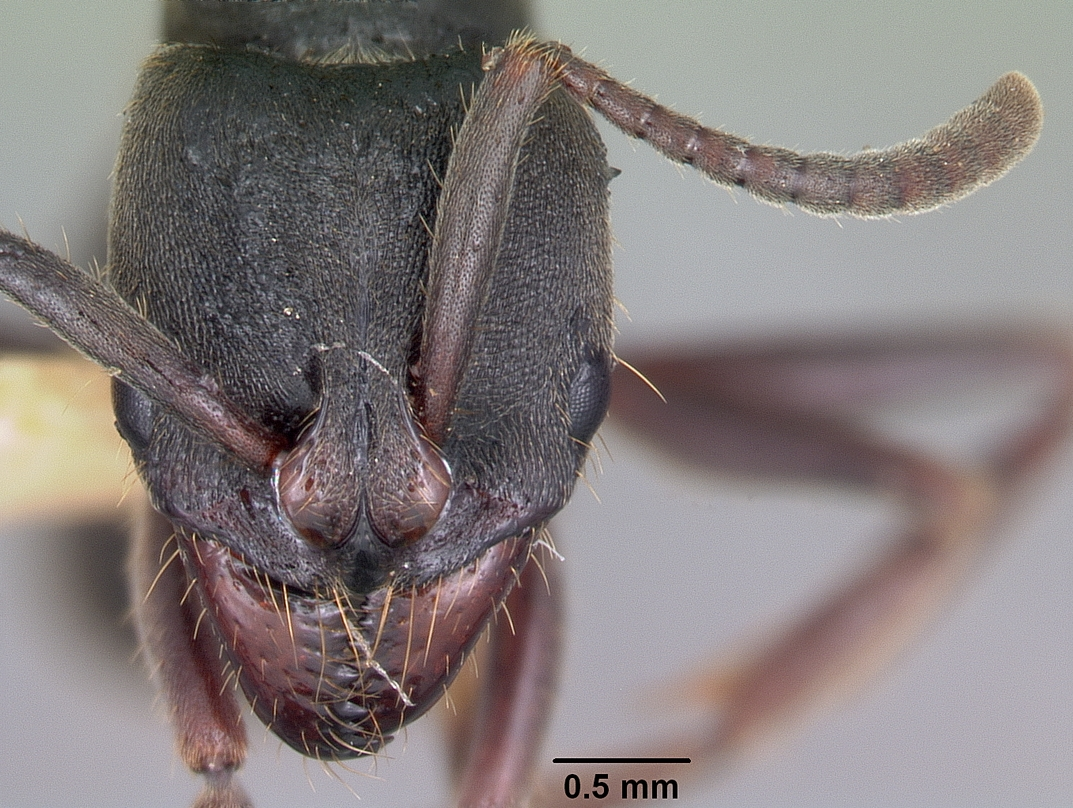
Pachycondyla harpax feje

Az inkahangya (Pachycondyla) a barázdáshangya-formák (Ponerinae) alcsaládjában a névadó barázdáshangya-rokonúak (Ponerini) nemzetség egyik neme 2022-ig 57 leírt fajjal. Egyes rendszerezők ebbe a nembe sorolják a mások által önálló nemként elkülönített indiánhangyákat (Neoponera spp.) is.

## Származása, elterjedése
Fajai jelenleg alapvetően az újvilági faunabirodalomban terjedtek el az Egyesült Államok déli peremvidékétől Argentína északi részéig, fosszilis fajai:
- Pachycondyla eocenica és
- Pachycondyla lutzi

azonban Európából is ismertek.

## Megjelenése, felépítése
Különleges jellemzője, hogy a potroh haslemezei között több szternális mirigye is van.

## Rendszertani helyzete
A múlt században még többszáz fajt soroltak ide, a nem többszöri felosztása azonban a viszonylag biztosan ide tartozó fajok számát 11-re csökkentette.
Biztosan ide tartozó fajok:
- Pachycondyla constricticeps Mackay & Mackay, 2010
- Pachycondyla crassinoda (Latreille, 1802)
- Pachycondyla fuscoatra (Roger, 1861)
- Pachycondyla harpax (Fabricius, 1804)
- Pachycondyla impressa (Roger, 1861)
- Pachycondyla inca Emery, 1901
- Pachycondyla lattkei Mackay & Mackay, 2010
- Pachycondyla lenis Kempf, 1961
- Pachycondyla lenkoi Kempf, 1962
- Pachycondyla purpurascens Forel, 1899
- Pachycondyla striata Smith, F., 1858

Valószínűleg ide tartozó fajok:
- Pachycondyla curiosa Mackay & Mackay, 2010
- Pachycondyla jonesii Forel, 1891
- Pachycondyla solitaria Smith, F., 1860
- Pachycondyla unicolor Smith, F., 1860
- Pachycondyla vidua Smith, F., 1857
- Pachycondyla vieirai Mackay & Mackay, 2010
- †Pachycondyla aberrans Dlussky, Rasnitsyn, & Perfilieva, 2015[3]
- †Pachycondyla baltica Dlussky, 2002
- †Pachycondyla calcarea (Théobald, 1937)
- †Pachycondyla conservata Dlussky, 2009
- †Pachycondyla crawleyi (Donisthorpe, 1920)
- †Pachycondyla dubia (Théobald, 1937)
- †Pachycondyla eocenica Dlussky & Wedmann, 2012
- †Pachycondyla globiventris (Théobald, 1937)
- †Pachycondyla gracilicornis (Mayr, 1868)
- †Pachycondyla labandeirai (Dlussky & Rasnitsyn, 2002)P. parvula holotype

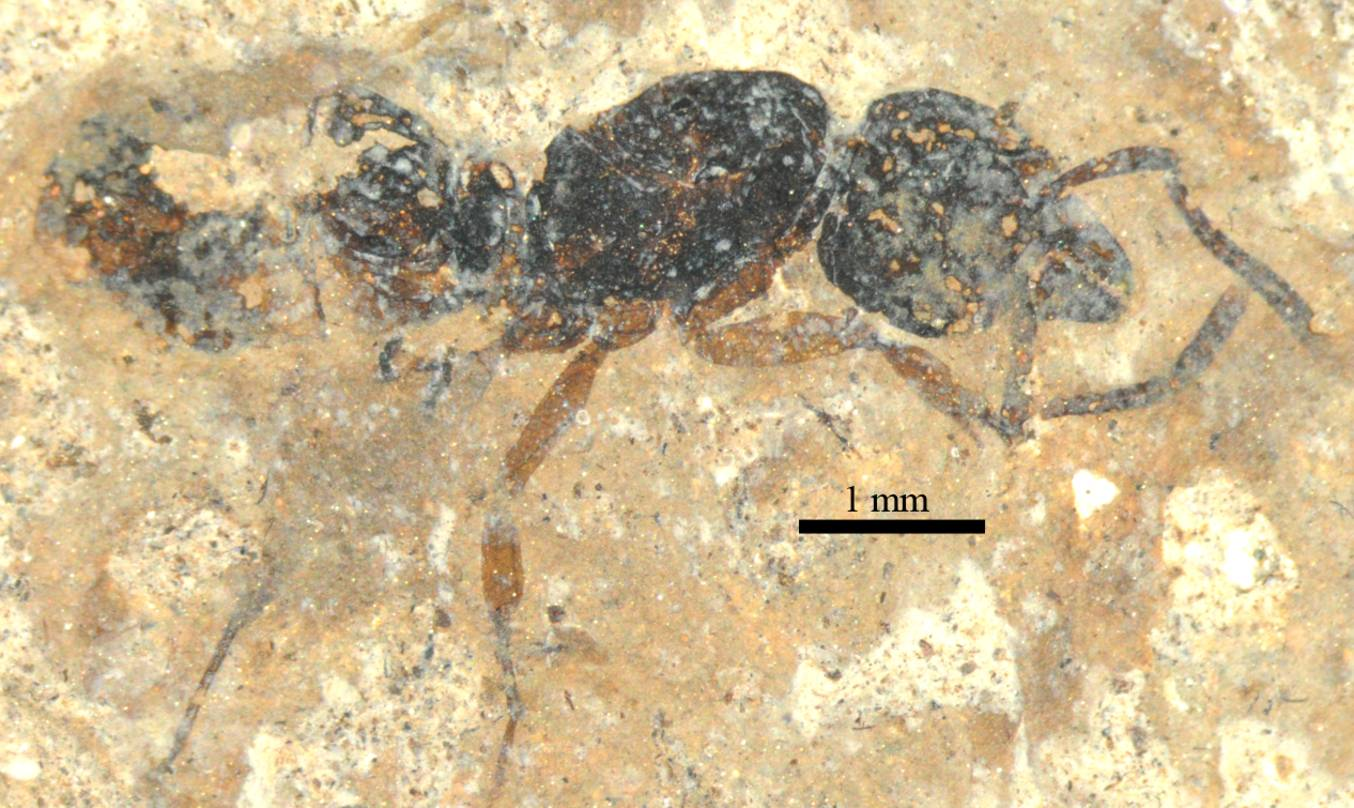
P. parvula holotype

- †Pachycondyla lutzi Dlussky & Wedmann, 2012
- †Pachycondyla? messeliana Dlussky & Wedmann, 2012
- †Pachycondyla minutansata (Zhang, 1989)Pachycondyla succinea male

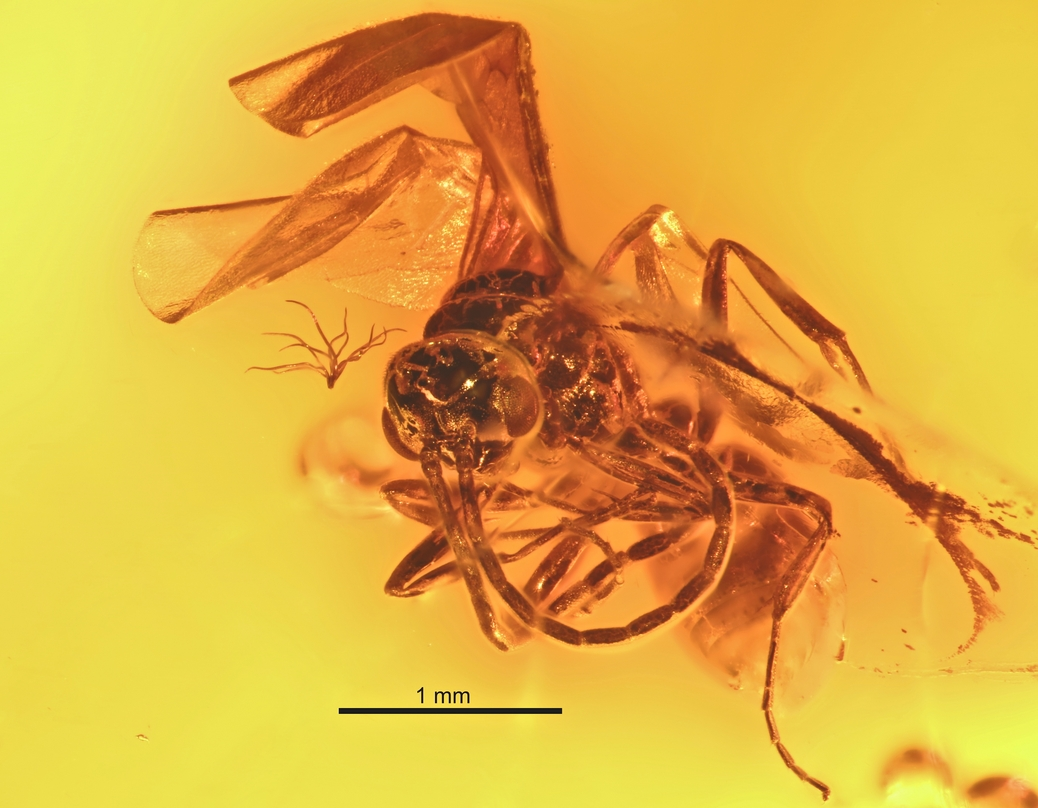
Pachycondyla succinea male

- †Pachycondyla nubeculata (Zhang, 1989)
- †Pachycondyla oligocenica Dlussky, Rasnitsyn, & Perfilieva, 2015[3]
- †Pachycondyla parvula Dlussky, Rasnitsyn, & Perfilieva, 2015[3]
- †Pachycondyla petiolosa Dlussky & Wedmann, 2012
- †Pachycondyla petrosa Dlussky & Wedmann, 2012
- †Pachycondyla succinea (Mayr, 1868)
- †Pachycondyla tristis (Dlussky, 2009)

## Fordítás
Ez a szócikk részben vagy egészben  a   Pachycondyla című angol Wikipédia-szócikk ezen változatának fordításán alapul.  Az eredeti cikk szerkesztőit annak laptörténete sorolja fel. Ez a jelzés csupán a megfogalmazás eredetét és a szerzői jogokat jelzi, nem szolgál a cikkben szereplő információk forrásmegjelöléseként.